# Oxyopes lautus
Oxyopes lautus är en spindelart som beskrevs av Ludwig Carl Christian Koch 1878. Oxyopes lautus ingår i släktet Oxyopes och familjen lospindlar. Inga underarter finns listade i Catalogue of Life.